# Titawin
Titawin (Bayer-Bezeichnung: Ypsilon Andromedae, abgekürzt υ And, auch Gliese 61) ist ein Doppelsternsystem im Sternbild Andromeda, das rund 44,25 Lichtjahre von der Sonne entfernt ist. Der Hauptstern ist ein weißlich-gelber Hauptreihenstern der Spektralklasse F8V (Titawin A), der von einem Roten Zwerg der Spektralklasse M4.5V (Titawin B) begleitet wird. Titawin ist mit bloßem Auge sichtbar und besitzt eine scheinbare Helligkeit von 4,10 mag. Um ihn wurde ein Planetensystem nachgewiesen, das aus vier bekannten Exoplaneten besteht.

## Namensherkunft
Der Doppelstern war bis 2015 hauptsächlich unter seiner Bayer-Bezeichnung bekannt. Im Jahr 2015 schrieb die Internationale Astronomische Union (IAU) einen öffentlichen Wettbewerb zur Benennung von Exoplaneten und deren Zentralsternen aus, den NameExoWorlds contest. Dieser Wettbewerb umfasste zunächst 20 Sterne und deren Planeten, deren Existenz als gesichert angesehen werden konnte. Am 15. Dezember 2015 wurden die Ergebnisse des Wettbewerbs bekanntgegeben. Ypsilon Andromedae erhielt, nach einem Vorschlag der marokkanischen Astronomenvereinigung Vega Astronomy Club, die offizielle Bezeichnung Titawin nach der Medina von Tétouan, die zum UNESCO-Weltkulturerbe zählt. Drei der vier Planeten wurden nach Astronomen des mittelalterlichen arabischen al-Andalus benannt.

## Komponenten

### Titawin A
Die primäre Komponente des Systems ist ein Hauptreihenstern mit der Spektralklasse F8V. Titawin A hat rund 1,27 Sonnenmassen und etwa den 1,48-fachen Sonnenradius. Sein Alter beträgt 2,6 Milliarden Jahre. Der Stern ist damit deutlich jünger als auch massiver und leuchtkräftiger als die Sonne. Seine Verweildauer auf der Hauptreihe wird geringer ausfallen als bei der Sonne. Ein Planet in der habitablen Zone des Sterns würde die ähnliche Menge an ultravioletter Strahlung empfangen wie die Erde von der Sonne.

### Titawin B
Titawin wurde im Jahr 2002 als Doppelsternsystem erkannt, als in den Daten des Two Micron All Sky Survey (2MASS) ein massearmer Begleiter entdeckt wurde. Die sekundäre Komponente ist ein Roter Zwerg der Spektralklasse M4.5V, der die gleiche Eigenbewegung wie der Hauptstern aufweist und mindestens 750 AE von diesem entfernt ist. Innerhalb des 2MASS-Projekts erhielt er die Bezeichnung 2MASS J01365042+4123325.

## Planetensystem
Im Jahr 1996 wurde mittels der Radialgeschwindigkeitsmethode ein Exoplanet in einer sehr engen Umlaufbahn um Titawin A gefunden (Saffar, υ And b), dessen Entdeckung von Geoffrey Marcy, R. Paul Butler, und drei weiteren Astronomen zusammen mit den Planeten Tau Bootis b und 55 Cancri b im Jahr 1997 veröffentlicht wurde. Die Radialgeschwindigkeitmessungen des Sterns ließen jedoch vermuten, dass ein weiterer Planet existieren würde.

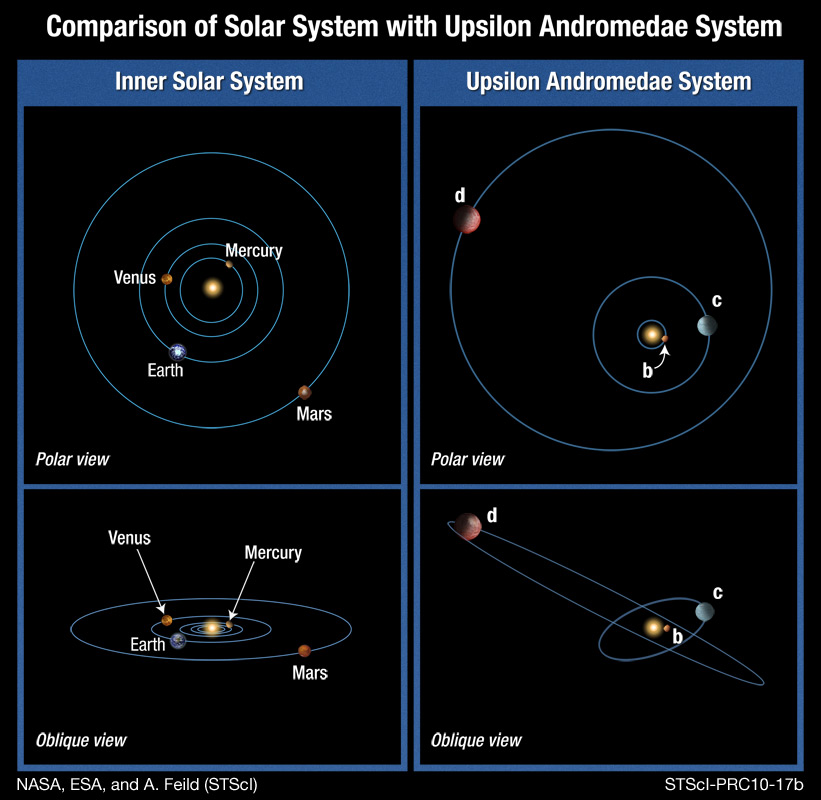
Vergleich der Planeten im inneren Sonnensystem mit den Bahnen von υ And b, c, und d

1999 kamen Astronomen von der San Francisco State University und vom Harvard-Smithsonian Center for Astrophysics unabhängig voneinander zu dem Schluss, dass ein Planetensystem mit drei Planeten am ehesten zu den Messungen passen würde. Die beiden neuentdeckten äußeren Planeten waren Samh (υ And c) und Majriti (υ And d). Ein vierter Planet, Ypsilon Andromedae e, wurde schließlich im Jahr 2010 von Curiel et al. entdeckt.
Saffar umrundet den Stern auf einer nahezu kreisförmigen Bahn alle rund 4,63 Tage, während Samh und Majriti sehr exzentrische Bahnen aufweisen und für eine Umkreisung etwa 241,258 bzw. 1276,46 Tage benötigen. Ihre Bahnen sind exzentrischer als aller Planeten im Sonnensystem einschließlich des Zwergplaneten Pluto. Auch beträgt die gegenseitige Bahnneigung 30°, womit das Planetensystem nicht komplanar ist. Der äußerste Planet υ And e hat eine Umlaufzeit von etwa 3848,86 Tagen und befindet sich in einer Bahnresonanz von 3:1 mit Samh. Bei allen Planeten dürfte es sich, ihren Massen zufolge, um Gasriesen handeln.
Titawin A scheint keine umgebende Trümmerscheibe zu besitzen wie der Kuipergürtel im Sonnensystem. Dies könnte ein Ergebnis der Störeffekte durch den Begleitstern sein.
Planetensystem von Titawin A
| Planet (nach Entfernung vom Stern) | Entdeckung (Jahr) | Masse (in M♃)   | Umlaufzeit (in Tagen) | Große Halbachse (in AE) | Exzentrizität     |
| ---------------------------------- | ----------------- | --------------- | --------------------- | ----------------------- | ----------------- |
| Saffar                             | 1996              | 0,6876 ± 0,0044 | 4,617033 ± 0,000023   | 0,05922166 ± 0,00000020 | 0,02150 ± 0,00070 |
| Samh                               | 1999              | 1,981 ± 0,019   | 241,258 ± 0,064       | 0,827774 ± 0,000015     | 0,2596 ± 0,0079   |
| Majriti                            | 1999              | 4,132 ± 0,029   | 1276,46 ± 0,57        | 2,51329 ± 0,00075       | 0,2987 ± 0,0072   |
| Ypsilon Andromedae e               | 2010              | 1,059 ± 0,028   | 3848,86 ± 0,74        | 5,24558 ± 0,00067       | 0,00536 ± 0,00044 |